# أدريان ميتشيل
أدريان ميتشيل (بالإنجليزية: Adrian Mitchell)‏  (و. 1932 – 2008 م) هو كاتب مسرحي، وشاعر، ومؤلف، وصحفي، وواضع كلمات الأوبرا، وكاتب سيناريو، وكاتب بريطاني، شارك في International Poetry Incarnation ‏، كان عضوًا في الجمعية الملكية للأدب، توفي عن عمر يناهز 76 عاماً، بسبب نوبة قلبية.

## التعليم
تعلم في كنيسة المسيح، أكسفورد.

## جوائز
حصل على جوائز منها:
- جائزة القلم للترجمة [الإنجليزية]‏ (1966)
- جائزة أريك غريغوري [الإنجليزية]‏ (1961)
- زميل في الجمعية الملكية للأدب.

## وصلات خارجية
- أدريان ميتشيل على موقع IMDb (الإنجليزية)
- أدريان ميتشيل على موقع ألو سيني (الفرنسية)
- أدريان ميتشيل على موقع ميوزك برينز (الإنجليزية)
- أدريان ميتشيل على موقع أول موفي (الإنجليزية)
- أدريان ميتشيل على موقع قاعدة بيانات برودواي على الإنترنت (الإنجليزية)
- أدريان ميتشيل على موقع قاعدة بيانات الأفلام السويدية (السويدية)
- أدريان ميتشيل على موقع ديسكوغز (الإنجليزية)
- أدريان ميتشيل على موقع قاعدة بيانات الفيلم (الإنجليزية)
- أدريان ميتشيل على موقع كينوبويسك (الروسية)